# Gebhard Levin Lüdecke
Gebhard Levin Lüdecke (* 27. Februar 1662 in Calbe (Saale); † 27. November 1732 in Braunschweig) war fürstlich braunschweig-wolfenbüttelscher Hofrat und Assessor des Hofgerichts, Dekan des fürstlichen Stifts St. Cyriacus, der Stadt Braunschweig ältester Bürgermeister und Syndicus.

## Familie
Gebhard Levin Lüdecke war Sohn des kurfürstlich brandenburgischen Amtmanns zu Giebichenstein Jacob Lüdecke und der Maria Catharina, geb. Lemmer. Am 25. Juli 1683 heiratete er in Berlin (I.) Lucia Elisabeth Elsholtz (* 17. Januar 1660 in Cölln a.d. Spree, † 4. Juni 1684 Halle (Saale)), Tochter des Johann Sigismund Elsholtz. In zweiter Ehe heiratete er (II.) Maria Elisabeth Richter (* 26. April 1665, † 3. Juli 1717) in dritter Ehe (III.) Lucia Sabine Schrader.

## Leben
Er wurde in Calbe geboren, wo sein Vater zu dieser Zeit Syndicus war. Er besuchte das Gymnasium in Halle unter Praetorius und ging in seinem 16. Lebensjahr auf die Universität Frankfurt a.d. Oder, wo er Samuel Stryk hörte und unter ihm de cera rubra et sacro encausto disputierte. Anschließend wurde er Hofmeister bei einem jungen Herrn von Blaspiel, der später königl. preuss. Etats-Minister wurde. Er ging auf Reisen nach Frankreich, England und Holland und kam Ende des Jahres 1682 zurück.
1683 ersetzte er seinen Vater als Justiz-Amtmann zu Giebichenstein. 1689 erfolgte seine Berufung zum Bürgermeister und Syndicus nach Braunschweig. 1694 wurde er Canonicus des Stifts St. Cyriacus, 1703 Assessor des Hofgerichts zu Wolfenbüttel, 1707 Dekan des Stifts St. Cyriacus.
Am 10. Januar 1730 trat er von seinem Amt als Syndicus zurück, in dem ihm sein Sohn Johann Gebhard nachfolgte. im April 1730 trat er auch als Bürgermeister zurück. Er starb im 70. Lebensjahr, nachdem er über 40 Jahre lang Bürgermeister und Syndicus der Stadt Braunschweig gewesen war.

## Nachkommen
Aus seiner ersten Ehe hatte er einen Sohn (I.) Johann Gebhard Lüdecke (1684–1734). Aus der zweiten Ehe hatte er weitere Kinder: (II.) 1. Levin Christian Lüdecke (1686–1735), Hofgerichtsassessor in Wolfenbüttel, verheiratet mit Henriette Rosine Cleve (1669–1718); 2. Johann Friedrich Lüdecke (1689–?); 3. Dorothea Elisabeth Lüdecke (1692–1722), verheiratet mit Martin von Berghauer.